# Трудова комуна німців Поволжя

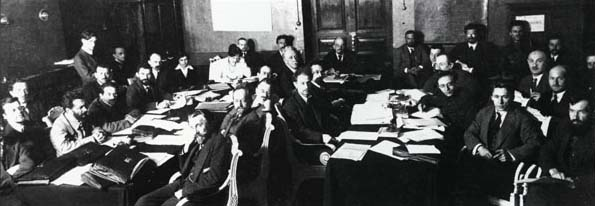
В. І. Ленін веде засідання Ради народних комісарів, на якому обговорювався декрет «Про німецькі колонії Поволжя»

Трудова комуна німців Поволжя, також Автономна область німців Поволжя ( нім. die Arbeitskommune des Gebiets der Wolgadeutschen ) - перше автономне державне утвроення в Поволжі в складі РРФСР, що існувало з 19 жовтня 1918 по 19 грудня 1923, прообраз майбутніх АРСР і Автономної області 

## Історія
19 жовтня 1918 року декретом РНК РРФСР була утворена перша в РСФСР національно-територіальна автономія Трудова комуна німців Поволжя у складі Саратовської губернії  з адміністративним центром у місті Саратові (з 20 жовтня 1918 по травень 1919). Потім адміністративним центром стало місто Баронськ (у 1919-1920-х роках - Катериненштадт, з 1920 - Марксштадт, нині - Маркс). 24 липня 1922 року адміністративний центр області перенесено в приєднане до автономії 22 червня місто Покровськ (1931 року перейменовано на місто Енгельс ).
19 грудня 1923 року АТ німців Поволжя перетворено на АРСР Німців Поволжя .

## Населення
Основну частину населення становили німці. Загальна кількість населення становила 452629 осіб.
Національний склад на 1920  
| Нація   | Чисельність | %     |
| ------- | ----------- | ----- |
| Німці   | 442 362     | 97,73 |
| Росіяни | 7992        | 1,77  |
| Киргизи | 756         | 0,17  |
| Татари  | 494         | 0,11  |
| Інші    | 1025        | 0,22  |

## Адміністративний поділ
- При утворенні АТ німців Поволжя до її складу було включено три новостворені повіти Саратовської губернії :
  - Голокарамиський повіт, з центром у селі Голий Карамиш (німецька назва - Бальцер, совр. місто Красноармійськ );
  - Катериненштадтський повіт, з центром у місті Катериненштадті (з 1918 року - місто Марксштадт )
  - Рівненський повіт, з центром у селі Рівне (німецька назва - Зельман).

(до 1918 року території Катериненштадського та Рівненського повітів входили до складу Новоузенського повіту Самарської губернії )
- 17 лютого 1921 року на території автономної області було утворено 13 районів [4] :
  - Антонівський - с. Антонівка (з 15.02.1922 р. - с. Тонкошурівка);
  - Верхньо-Іловлінський - с. Кам'янка;
  - Верхньо-Караманський – с. Флорське (Гнаденфлюр);
  - Єрусланський - с. Хрести (Лангенфельд);
  - Карамиський - м. Голий Карамиш (Бальцер);
  - Марксштадтський - м. Марксштадт;
  - Медведицький – с. Медведицький Хрестовий Буерак;
  - Нижньо-Іловлінський - с. Нижньо-Добринка;
  - Нижньо-Караманський - с. Червоний Яр;
  - Панінський - с. Панінське (з 15.02.1922 р. - с. Унтервальден);
  - Рівненський – с. Рівне (Зельман);
  - Тарлицький - с. Вольське (Куккус);
  - Торгунський - с. Палласівка (п. Ней-Галка);
- 22 червня 1922 -го року до складу області включено Покровський повіт.